# Saïs
Pour les articles homonymes, voir Saou et Saïss.
Saïs (en grec ancien : Σάϊς, ou Sa ou Saou ou Zau ou Sau en ancien égyptien) se situait sur la branche canopique du Nil dans le delta occidental. Elle est identifiée de nos jours au site du village de Sa el-Hagar (ou Sah el-Haggar, ne pas confondre avec Sân el-Haggar qui est le site de Tanis), à l'ouest de Samannud.
Elle fut la capitale du cinquième nome de Basse-Égypte le « nome supérieur de Neith » ou « la cible du Nord » (nt mHt).

## Histoire

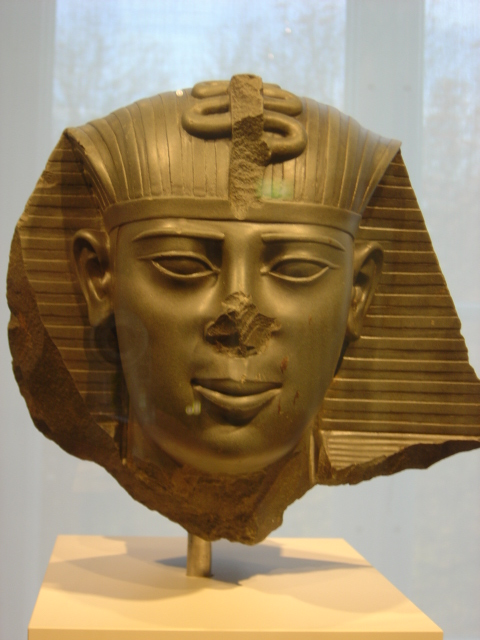
Tête d'une statue du pharaon Amasis - Saïs ? - Musée égyptien de Berlin.

La ville est connue dès le début de l'histoire égyptienne, on a retrouvé des étiquettes en bois liées au roi Aha (v.-3080/v.-3055) mentionnant la cité et son culte dédié à Neith.
En tant que chef lieu du nome éponyme, on la retrouve citée dans les listes funéraires de l'Ancien Empire qui figurent dans les mastabas des dignitaires du royaume. Le district est cité notamment dans l'énumération des domaines funéraires et des charges incombant à Metjen un haut nomarque du règne de Snéfrou, fondateur de la IVe dynastie et père de Khéops.
Cependant l'ascension politique de la ville fut tardive. Il n'y a plus aucune trace de la cité avant la fin du Nouvel Empire (v.-1100), et la Troisième Période intermédiaire inaugurée par les XXIe et XXIIe dynasties voit la suprématie des nouvelles métropoles religieuses que sont Tanis et Bubastis, contrôlées par les tribus Mâchaouach qui règnent alors sans partage sur le pays. Mais cette politique de clans va très vite éprouver ses propres limites et l'anarchie qui en résulte voit le morcellement progressif du pays et son affaiblissement, l'exposant à de sérieux risques d'invasions.
C'est dans ce contexte que Saïs devient la capitale d’un vaste royaume constitué au -VIIIe siècle par les grands chefs Libou qui unifient les nomes du delta occidental ce qui donne naissance à la XXIVe dynastie.
Celle-ci avec ses rois Tefnakht Ier et Bakenranef (ou Bocchôris), lutte pour réunifier l'Égypte en entravant les entreprises de conquête des Nubiens de la XXVe dynastie et en leur disputant Memphis. Cette entreprise ne résiste pas à la prise en main du pays par les rois de Napata et Saïs doit rendre les armes pour éviter le pillage, son roi est capturé et brûlé vif par Chabaka.
Le régime kouchite impose alors ses propres règles et un nouveau gouverneur de la ville est nommé parmi les proches du nouveau pharaon. La paix qui s'ensuit sera de courte durée car moins d'un siècle plus tard les assyriens après avoir soumis méthodiquement tout le Moyen-Orient, menacent d'absorber l'Égypte à son tour, ouvrant une nouvelle période de conflit qui allait bientôt submerger le Double Pays et réveiller les vieux antagonismes qui avaient précédé la domination nubienne.

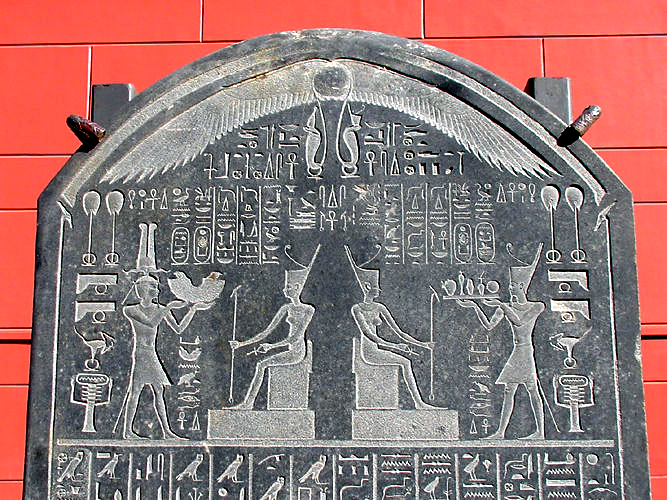
Stèle de Nectanébo Ier, dite stèle de Naucratis, instituant notamment une taxe sur tout commerce avec les grecs au profit de la déesse Neith et de son temple de Saïs.

Grâce à une habile tactique diplomatique Saïs parvient à éviter la catastrophe qui coûte en revanche très cher au reste du pays livré au pillage et dont Thèbes figure comme la ville martyr, en sortant considérablement affaiblie. Les Nubiens refoulés au-delà de leurs propres frontières, Saïs garde son statut et à peine les troupes assyriennes reparties elle devient avec la XXVIe dynastie, de dynastie régionale, l’unique dynastie du pays de -664 à -525. Saïs est alors un foyer de civilisation si brillant que l’on a parlé de « renaissance saïte ». À cette époque Neith, la déesse tutélaire de Saïs, supplante Amon comme premier dieu de la monarchie.
Enfin, après la première invasion perse, elle redevient ville dynastique de -404 à -399. Le prince de Saïs, Amyrtée, mène la révolte contre les Perses et fonde en -404 la XXVIIIe dynastie. La cité reste très influente par la suite même si les XXIXe et XXXe dynasties sont originaires d'autres cités du delta. Leurs rois continuèrent à honorer la déesse Neith, embellissant son sanctuaire et promulguant des décrets afin de lui assurer une nouvelle prospérité grâce à l'ouverture de nouvelles relations commerciales prospères avec le monde égéen.
La seconde invasion perse vient briser ce dernier sursaut d'indépendance. Avec l'arrivée d'Alexandre le Grand et des Macédoniens, c'est la création de la ville d'Alexandrie en -332, qui marqua le déclin de Saïs, la privant peu à peu de ses débouchés commerciaux.
L'antique cité garde cependant son prestige et devient un véritable lieu de pèlerinage pour les philosophes, les penseurs et autres savants d'un monde désormais tourné vers la Méditerranée et l'Occident. Outre ses écoles et ses bibliothèques abritées dans ses sanctuaires, la ville avait aussi un temple d'Isis. C'est dans ce temple que Plutarque, biographe et moraliste grec, indique que sur le tombeau d'Isis se trouve l'inscription à l'origine de la légende du Voile d'Isis:
« Je suis tout ce qui fut, ce qui est, ce qui sera et aucun mortel n’a encore osé soulever mon voile. »

## Les dieux de Saïs

La déesse Neith portant la couronne rouge de Basse-Égypte.

Neith était à la tête d'une véritable famille divine à Saïs. En tant que mère primordiale elle était la matrice dans laquelle le dieu Rê lui-même se conçut et ainsi occupait la place du démiurge que l'on retrouve dans la plupart des systèmes théologiques du pays comme ceux d'Hermopolis, d’Héliopolis ou de Memphis. Elle prenait alors la forme d'une vache divine qui recevait un culte particulier à Saïs même dont Hérodote nous a peut-être laissé un témoignage lorsqu'il affirme avoir vu dans le palais royal d'Amasis une salle dans laquelle était exposée à la vue de tous une statue en bois à l'image d'une vache couchée dont la tête dorée portait des cornes enserrant un disque en or représentant le soleil. On reconnaît dans cette dernière description la coiffe traditionnelle des déesses égyptiennes, portée par Hathor ou Isis, avec lesquelles Neith se confondait à Saïs.
D'autres dieux formaient le panthéon qui accompagnait la déesse et possédaient leur sanctuaire dans la ville même comme Atoum ou Osiris sous la forme de l'Osiris Hémag. Saïs comprenait d'ailleurs l'un des tombeaux d'Osiris, faisant de cette cité l'un des lieux les plus sacrés du pays avec d'autres sites qui comportaient de tels sanctuaires comme Abydos ou Philæ.
En tout plus de trente divinités étaient honorées à Saïs. Parmi les plus vénérées, outre Neith qui apparaît sous plusieurs formes, on citera :
- Isis qui est dans le Grand Siège ou dans la Grande Place
- Hathor qui est en tête du Château de l'Abeille
- Amon-Rê qui est dans le Château de l'Abeille
- Hâpy qui est en tête de Saïs
- Min maître de Saïs
- Oupouaout qui est dans le Château de Neith
- Thot qui est en tête de Saïs
- Oubastet qui réside à Saïs
- Sekhmet qui réside à Saïs

Les noms de ces divinités sont suivis d'épithètes les mettant clairement en relation avec la ville ou précisant les sanctuaires particuliers de Saïs où elles se manifestaient. Enfin, parmi ce collège divin, on trouve les quatre divinités qui accompagnent les quatre enfants d'Horus : Neith et Isis bien sûr mais également Serket et Nephtys dont les lieux de cultes sont plus rares et méritent d'être mentionnés. Leur rôle dans les pratiques funéraires est crucial puisqu'elles protègent les vases canopes qui abritent les viscères momifiés de tout défunt assimilé à Osiris.
La cité devait donc apparaître comme un véritable sanctuaire aux yeux des anciens égyptiens et on peut imaginer qu'elle comprenait de très nombreuses chapelles accolées aux enceintes des grands temples qui en occupaient la majeure partie. Partout les prêtres officiaient et recueillaient les offrandes, les ateliers produisaient des ex-voto pour les dévots, les boulangeries d'innombrables pains et les brasseries la bière nécessaire pour alimenter cette foule de pèlerins venus honorer les dieux de Saïs ou implorer une guérison...
La vie de la cité était ponctuée de très nombreuses fêtes donnant lieu à de grandes cérémonies, dont les listes des temples de Dendérah et d'Esna ainsi que de nombreuses références trouvées sur les statues et monuments saïtes nous ont gardé le souvenir. Ces informations permettent d'en établir une liste assez précise et dont on indiquera notamment la fête de la procession de la barque de Sokar, fête qui avait lieu sans doute au même moment dans d'autres cités du pays tels Memphis ou Thèbes, la fête de la navigation de Neith ou celle d'Osiris qui se déroulaient sur les eaux du grand lac sacré de la ville.

## La cité antique et ses cultes

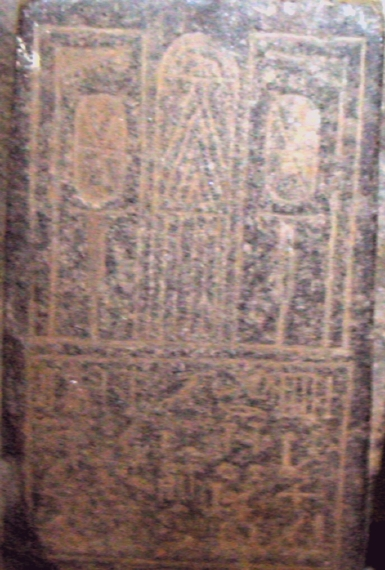
Stèle d'une statuette d'un dignitaire de la représentant le temple de Neith de Saïs.

La ville de Saïs était une des étapes principales des fêtes liées au couronnement ou au jubilé de Pharaon, la fête-Sed.
Nous connaissons de nombreux dignitaires de l’Ancien Empire prêtres ou prêtresses de la déesse Neith, démiurge dont l’origine est placée à Saïs par tradition. Le sanctuaire du Château de la Couronne Rouge est fréquemment associé à ces fonctions permettant de supposer que Saïs était le lieu où l’on conservait la couronne Decheret, manifestation divine de la royauté de Basse-Égypte. Associée à la couronne blanche de Haute-Égypte, la Hedjet, elles formaient le Pschent, ou double couronne, que les souverains égyptiens ceignaient lors de leur accession au trône d’Horus. Un autre sanctuaire est également fréquemment cité par les sources de l'Ancien Empire et du Moyen Empire : le Château de l'Abeille.
Des représentations de ces sanctuaires se retrouvent sur les parois de certaines tombes de l'Ancien Empire jusqu'au Nouvel Empire montrant une série de chapelles alignées et bordées de palmiers le long d'un canal menant à un temple représenté en plan. Souvent symboliques ces figurations sont rapprochées d'un genre de temple ou plutôt de téménos sacré lié aux rites funéraires qui se retrouve également à Bouto autre cité du delta du Nil dont l'ancienneté est égale à celle de Saïs. Une représentation du temple archaïque de Neith a été retrouvée sur une tablette en ébène trouvée à Abydos au nom du pharaon Aha de la Ire dynastie. Selon les conventions de représentation de l'époque une restitution convaincante a été proposée nous montrant une enceinte rectangulaire formant une avant cour munie en façade de deux pavois et en son centre d'un mat portant haut une enseigne de la déesse Neith. Cette cour précédait une chapelle caractéristique des sanctuaires de Basse-Égypte.

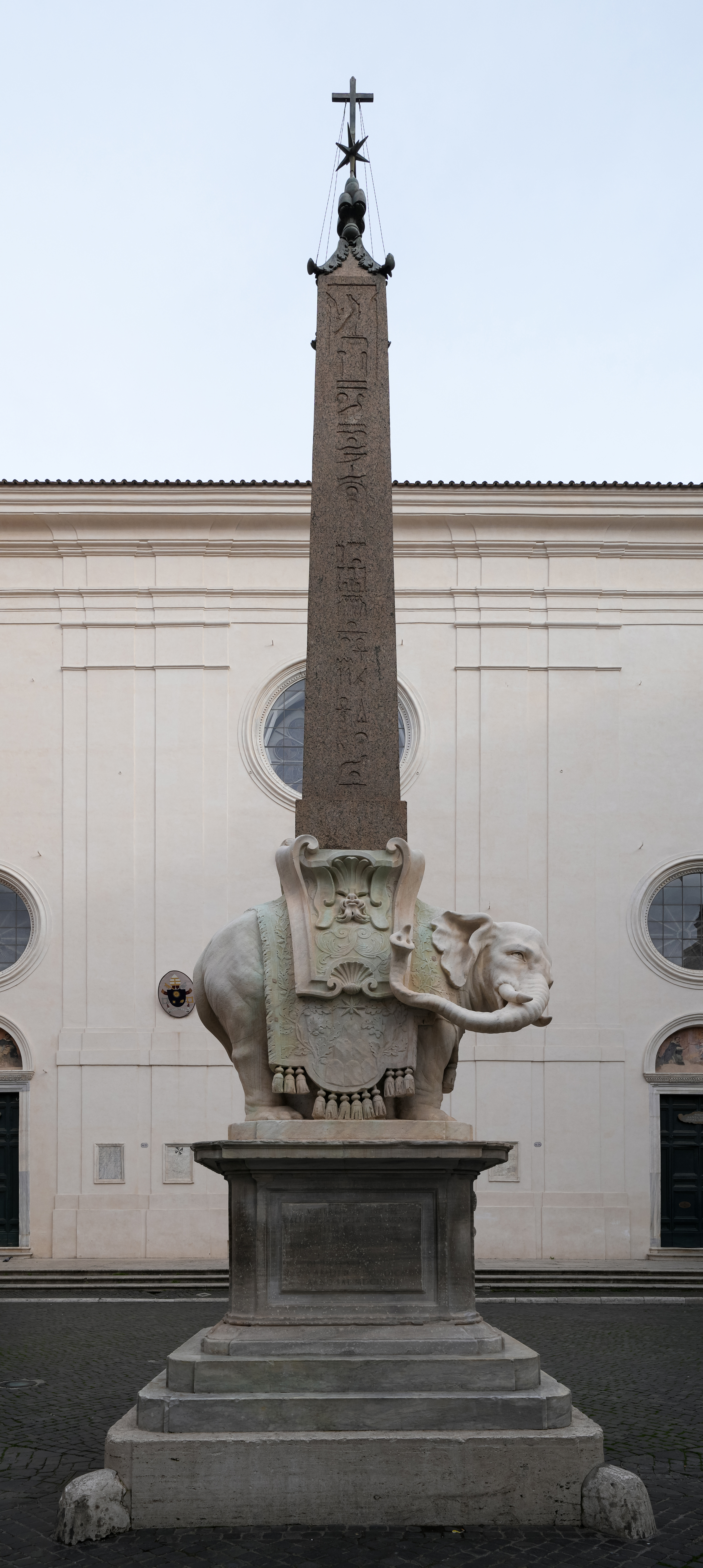
Obélisque d'Apriès provenant du temple de Neith de Saïs - Piazza della Minerva - Rome.

Il est remarquable de constater que sur une série de statues stélophores de la XXVIe dynastie le sanctuaire principal de la ville soit également figuré cette fois de face. On peut y reconnaître les éléments principaux figurant déjà dans les représentations des premières dynasties. Ici aussi on peut restituer un temple de Basse-Égypte, le Per-Nou, dont le détail précise que la façade était décorée de motifs géométriques et le toit voûté. Cette chapelle archaïque est placée au centre d'une enceinte rectangulaire dont l'entrée est ornée des deux pavois ou enseignes. Au milieu de la cour se trouvent deux autres enseignes portant le symbole de la déesse Neith formé d'un bouclier traversé par deux flèches.
On sait que cette période de l'histoire du pays voit un retour aux sources dans l'ensemble des arts et de la pensée religieuse. Cette renaissance voulue par la dynastie régnante issue de Saïs même puisait son inspiration dans les hautes époques considérées alors comme un âge d'or. Les prêtres de Neith depuis leur antique sanctuaire étaient probablement les premiers fervents de cette politique.
Du temple même de Neith il n'existe plus rien et il est difficile de se faire une idée de sa splendeur et de son étendue. Tout au plus peut on répertorier des éléments lui ayant appartenu comme les obélisques qui l'ornaient dont un dressé par Apriès aujourd'hui à Rome et deux autres fragmentaires qui ont été reconstitués en un seul monument aujourd'hui visible à Urbino. Un fragment de naos conservé au Musée royal d'Art ancien à Bruxelles datant de la même époque pourrait être le seul vestige du sanctuaire de la déesse à moins qu'il ne provienne d'un autre temple de la cité.
Nous possédons une évocation de la cité antique grâce à Hérodote qui la visita au Ve siècle av. J.-C. Il nous indique ses principaux monuments dont le palais royal d'Apriès et d'Amasis et la nécropole royale citant les tombes de Psammétique Ier, d’Apriès et d’Amasis et décrit notamment le grand temple de Neith qui était orné d'un dromos d'androsphinx, de colosses de pharaon, d'obélisques et de portiques à colonnes palmiformes.

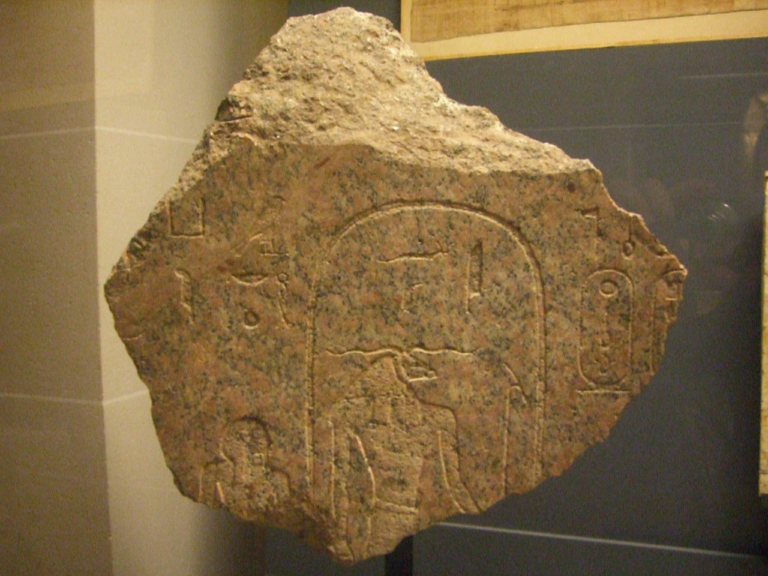
Fragment d'une paroi du tombeau de Psammétique II, provenant de la nécropole royale de Saïs - Musée du Louvre.

Il indique également l’existence d’un tombeau d'Osiris situé derrière le temple de la déesse, bordant un lac circulaire qu'il compare à celui de Délos. Des cérémonies liées au culte du dieu, notamment à sa passion et à sa résurrection, y avaient lieu. La ville était alors le siège d'une des principales fêtes nationales au cours de laquelle ses habitants allumaient des milliers de lampes, acte pieu imité par l'ensemble du pays au même moment.
Au Ier siècle av. J.-C., Strabon cite Saïs dans son ouvrage qu’il réalisa lors de son voyage en Égypte en compagnie des troupes romaines qui prirent possession du Double Pays à la suite de la victoire d’Octave sur les troupes de Marc Antoine et de Cléopâtre. Il ne s’attarde pas à décrire la ville se contentant de confirmer l’existence du tombeau de Psammétique Ier dans le grand temple de Neith et mentionne le tombeau d’Osiris qu’il nomme « Asylòn ».
La ville jouissait alors d’une grande prospérité depuis les dynasties saïtes, elle était réputée pour ses cultes ancestraux et son rayonnement dépassait les frontières. Ses prêtres étaient spécialement connus pour leur savoir en matière médicale et la tradition veut que Saïs fut le premier siège d'une école de médecine dont la bibliothèque faisait déjà figure d'encyclopédie en la matière. De nombreux savants grecs venaient rencontrer les prêtres de la déesse première étape d’un pèlerinage intellectuel qui devait les mener vers les grands centres religieux d’Héliopolis et de Memphis.

## Les fouilles

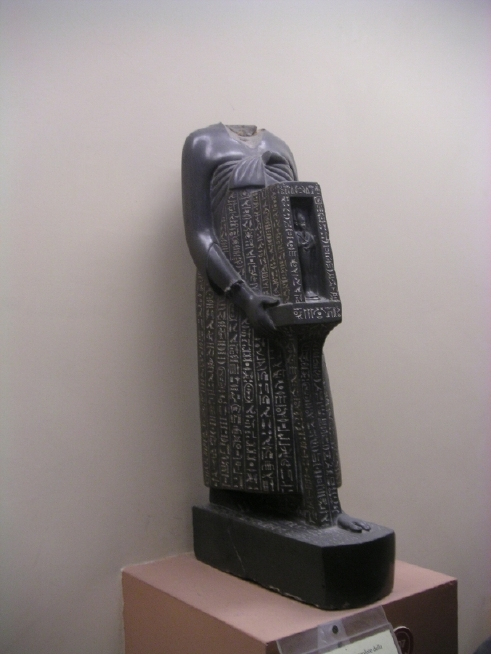
Statue du prêtre de Neith Oudjahorresné - Musées du Vatican.

Sa El-Hagar, l'actuelle bourgade qui s'est élevée à proximité des ruines de la capitale du nome éponyme ne présente aujourd'hui que des vestiges épars qui n'attirent pas l'attention des voyagistes et rares touristes qui visitent le delta du Nil, en raison du saccage dont a fait l'objet l'antique cité. Elle servit de carrière comme beaucoup d'autres sites du pays à partir du XIVe siècle afin de construire les nouvelles villes d’une nouvelle Égypte et les sebbakhins parachevèrent le travail à la recherche des matières fertiles que comprennent les sites du delta, bouleversant le peu de vestiges qui en restait.
Ce faisant ils mirent fréquemment au jour des statues et autres reliques de l'antique Saïs qui la plupart du temps prirent le chemin des collections étrangères qui commençaient à se constituer en Europe occidentale, prémices des collections égyptiennes des futurs musées nationaux du vieux continent. L'art saïte étant d'une qualité exceptionnelle sa production était particulièrement appréciée et représentative de l'idée que l'on se faisait alors de l'Égypte antique. Il est tout à fait vraisemblable que la plupart des exemplaires intacts ou restaurés que l'on peut admirer au Louvre, au British Museum ou encore au Musée égyptien de Berlin proviennent de Saïs même. On citera notamment la statue naophore d'Oudjahorresné conservée aujourd'hui au musée du Vatican à Rome. Ce dignitaire et prêtre de Neith à Saïs à la fin de la XXVIe dynastie, vécut la première invasion perse et nous a livré sur sa statue une autobiographie décrivant les monuments de la cité et priant son nouveau maître Cambyse d'ordonner la restauration des sanctuaires de la cité. Nul doute que cette statue était placée au cœur même du temple de la déesse à Saïs.
L’identification du site remonte à l’expédition d’Égypte de Bonaparte et la monumentale description du pays qui s’ensuivit. Champollion le visitera et déterminera l'emplacement du grand temple de Neith (naos monolithe) dans la grande enceinte dont les vestiges étaient encore visibles au début du XIXe siècle. Voici la description qu'il donne de Saïs dans son Journal de Voyage à la date du 16 septembre 1828 :
« Nous apercevions déjà depuis Méniéh-Ghénagh, en regardant au sud-est, les restes de l'énorme enceinte qui renfermait jadis les grands monuments de cette capitale. Ces débris ressemblent à de longues collines. (...) L'étendue de cette enceinte est immense. Nous avons évalué, en le mesurant au pas, la longueur de l'un des petits côtés au moins à quatorze cent quarante pieds et celle des deux grands côtés du parallélogramme à deux mille cent soixante pieds de longueur, ce qui donne un pourtour général de sept mille deux cents pieds. L'épaisseur de ce mur d'enceinte bâti en briques crues est d'environ cinquante quatre pieds. Sa hauteur peut être estimée à quatre-vingts pieds. (...) J'aperçus vers la gauche, et occupant le milieu sur une très grande longueur, une suite de ruines colossales se dessinant sous toutes sortes de formes bizarres et qui, du point de vue où je les voyais, semblaient être les ruines d'un palais de géant ; mais il existe un tel désordre et si peu d'accord entre les parties de cette ruine qu'il est impossible de se former une idée claire de l'ensemble du plan primitif. »

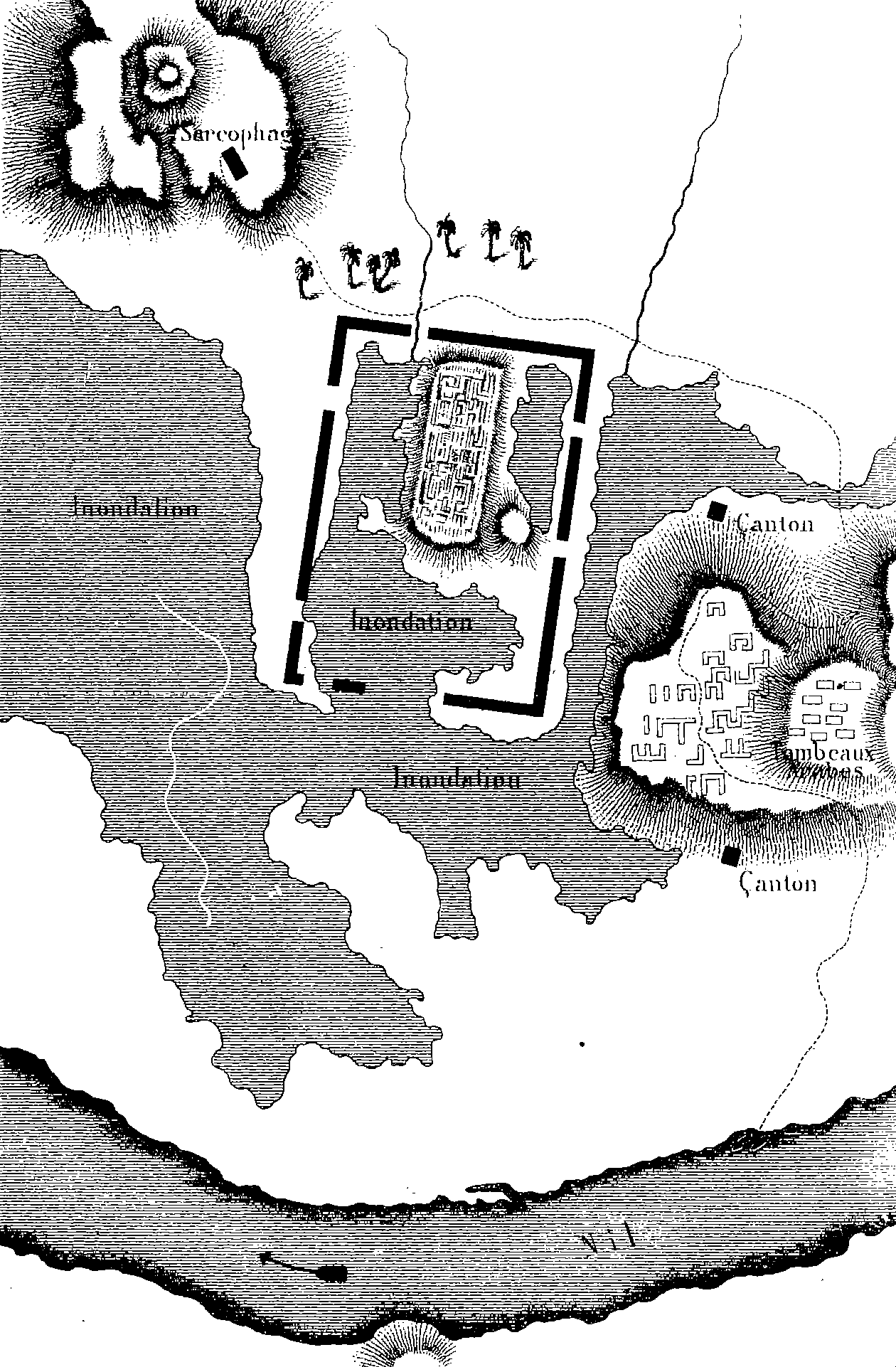
Plan des ruines de Saïs relevé par Champollion au XIXe siècle.

Esquissant un plan s'inspirant largement de la description faite par Hérodote il crut ainsi reconnaître dans les différents monticules et ruines de la grande enceinte les principaux éléments décrits par l'auteur grec sans pouvoir pousser davantage ses explorations faute de temps.
À sa suite Lepsius visita le site lors de son expédition au milieu du XIXe siècle et fit également un relevé de l'enceinte et des vestiges encore visibles ajustant les proportions de l'enceinte principale.
Auguste Mariette puis Flinders Petrie effectuèrent des sondages et quelques fouilles quelques années plus tard, mais déjà la plupart du site avait disparu sous les coups d’une industrialisation galopante et d’une mise en culture systématique du delta du Nil par l’administration du pacha d’Égypte afin de répondre aux exigences de la modernisation du pays et ils ne purent retrouver les ruines que Champollion avait vues quelque trente années auparavant.
Sur place on peut aujourd'hui relever au nord et au sud deux principaux sites qui forment probablement les pôles principaux de la cité antique. Dans son extension maximale elle s'étendait alors sur près d'un kilomètre et demi sur plus d'un demi de largeur.
Au nord se trouvent les vestiges d'une grande enceinte. De forme carrée de près de sept cents mètres de côtés, ce qui correspond approximativement aux relevés de Champollion. Elle comprend deux kôms dont le plus imposant le Kôm Rebwa s'étire du nord au sud sur environ trois cents mètres. Signes caractéristiques des sites du delta indiquant une longue occupation humaine, ces koms, ou collines de débris, sont le résultat des strates successives de la cité qui s'accumulèrent les uns par-dessus les autres au cours des siècles.

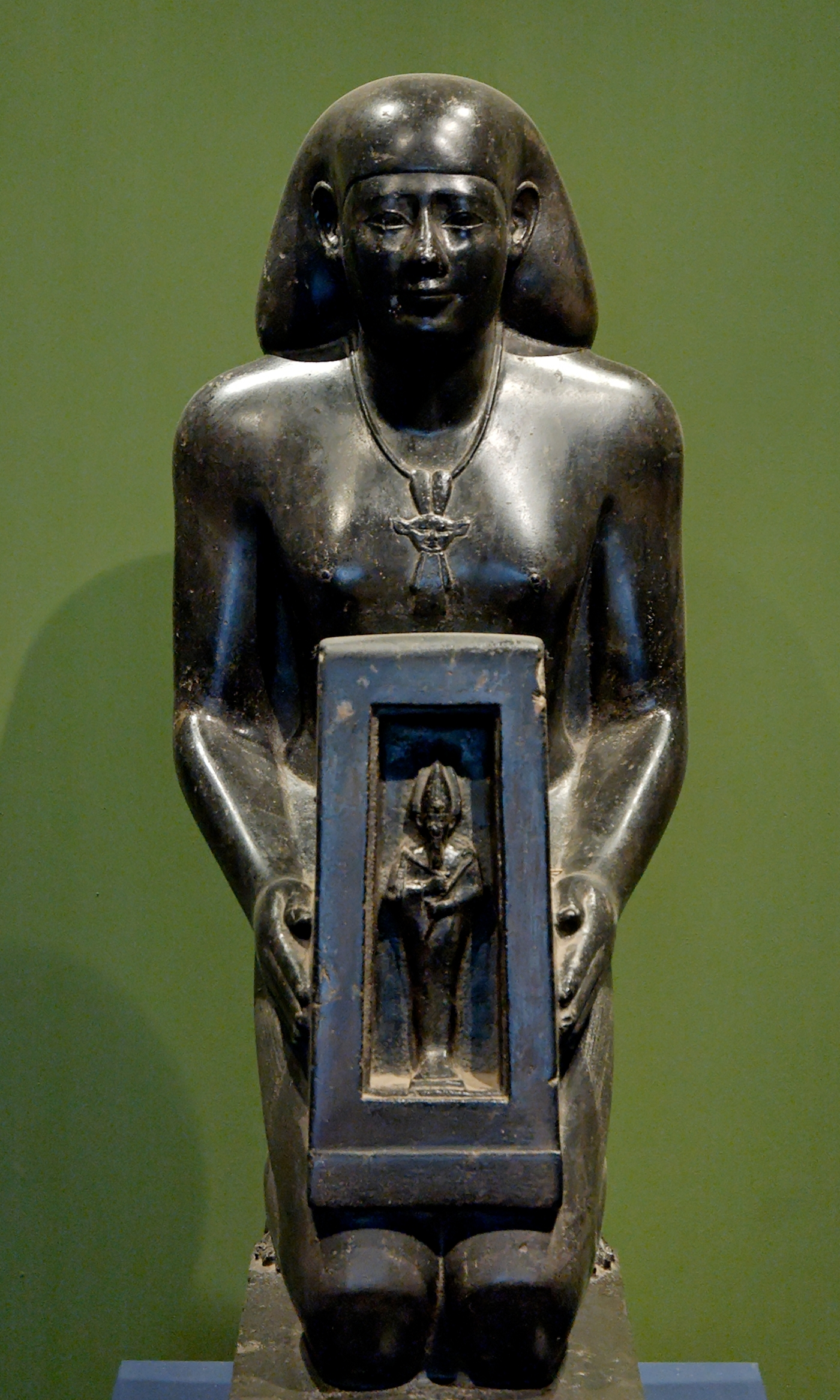
Statue de Ouah-Ib-Rê Mery-Neith - - Saïs ? - Musée archéologique national de Naples.

Au sud distant d'environ deux cent cinquante mètres de l'enceinte carrée, se trouvent les ruines d'un gigantesque tell d'une superficie d'environ vingt hectares au milieu duquel se trouve un lac. Des fouilles entreprises au sud de ce lac ont révélé sous plusieurs niveaux d'occupation tardifs, une grande structure en pierre comprenant un mur qui longe le lac actuel. Une partie de ce mur conservé sur plus de cinquante mètres présente une forme incurvée.
Les fouilles du site ont également permis de mettre au jour divers éléments architectoniques et quelques ensembles statuaires remontant à la Basse époque qui sont pour le moment exposés dans un petit musée en plein air improvisé qui réunit l'ensemble des découvertes, souvent fortuites, réalisées sur le site depuis les années 1950.

### Les fouilles récentes
Depuis 1997, l’Egypt Exploration Society, en collaboration avec l’université de Durham, y mène des fouilles. Le résultat de ces dix années de campagnes de sondages, d’études stratigraphiques, céramologiques et de fouilles partielles des principaux koms du site ont révélé que la cité existait déjà aux temps néolithiques.
Un niveau archéologique contenant des céramiques et autres traces s’apparentant à celles découvertes sur les sites contemporains de Bouto ou Maadi confirme que Saïs était déjà à cette haute époque un établissement urbain important. Ces fouilles ont également démontré qu'à cette époque la cité était comme l'antique Bouto une ville double avec deux quartiers bien distincts qui se faisaient face.
Au Kom Rebwa les fouilles ont déterminé des niveaux d’occupation des XVIIIe et XIXe dynasties indiquant l’extension de la ville à cette époque faste pour le pays.
Enfin une grande structure en pierre a été détectée dans les niveaux remontant à l’époque saïte, dont notamment les fondations d’un pylône qui aurait atteint des dimensions comparables à celles du premier pylône du temple d’Amon-Rê de Karnak indiquant l’échelle du sanctuaire de la déesse qui devait aux temps antiques soutenir la comparaison avec la capitale thébaine.